# Loukoťové kolo

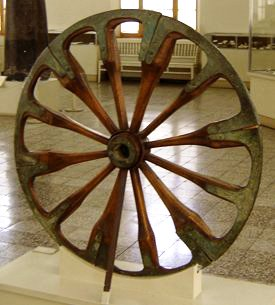
Loukoťové kolo z konce 2. tisíciletí př. n. l. vystavené v Íránském národním muzeu v Teheránu

Loukoťové kolo je kolo, jehož ráfek se skládá z jednotlivých segmentů, tzv. loukotí, většinou dřevěných. Poskládání těchto segmentů do kruhu tvoří ráfek kola, který pak většinou byl opatřen po obvodu ještě kovovou obručí. Ke každé loukoti pak zpravidla vedou od středu kola minimálně dva paprsky. Tradiční loukoťová kola tedy patří mezi kola paprsková.
Náboj kola býval zhotoven z jasanového dřeva, paprsek z akátu, loukoť z buku. Koláři po staletí věděli, že je nutno používat vždy tři druhy dřeva. Jestliže byly do sebe začepovány stejné druhy dřeva, kolo vrzalo a skřípalo. 
Slovo loukoť má kořeny již v praslovanštině z indoevropského kořene lenk-, který znamená ohýbat, a je tak příbuzné například se slovy luk nebo oblouk. Vyjadřuje tedy, že jde o ohnuté dřevo.
Loukotě (ne paprsková kola) v moderním provedení lze ještě dnes spatřit na některých starých typech nákladních automobilů z 50. let 20. století – tzv. duplexní nebo triplexní disky.

## Historie

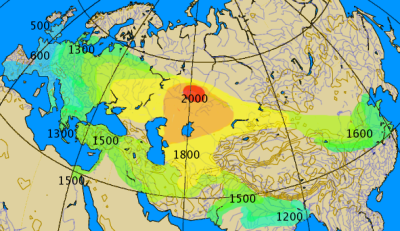
Mapa šíření válečných vozů s loukoťovými koly od 2000 př. n. l. do 500 př. n. l.

K vynálezu loukoťového kola došlo kvůli potřebě vyrábět rychlejší a lehčí vozidla. První doklady o výrobě loukoťových kol jsou z období kolem roku 2000 př. n. l. z prostředí tzv. andronovské kultury, rozšířené na západní Sibiři, v Kazachstánu a jižním Příuralí. Většina archeologů[kdo?] se domnívá, že obyvatelé andronovské kultury byli Indoevropané. Odtud se loukoťové kolo rychle rozšířilo do ostatních částí Předního východu a jižní Evropy, neboť lehké válečné vozy vybavené loukoťovými koly poskytovaly jejich vlastníkům na bojišti rozhodující výhodu. Keltské vozy z 1. tisíciletí př. n. l. začaly využívat plechem pobitý ráfek. Žádné další inovace neproběhly až do 70. let 19. století, kdy byly vynalezeny gumové pneumatiky. 
Během 19. století byla patentována pneumatika (1845 Robert William Thomson, 1888 John Dunlop) a díky akutní potřebě lehkých pevných kol pro větší rychlosti, bylo vyvinuto drátové kolo. Podobnost s loukoťovým kolem je pouze zdánlivá, neboť drátové kolo má celistvý ráfek a drátěné paprsky jsou namáhané tahem, kdežto u loukoťového kola je paprsek namáhán tlakovou silou na vzpěr. 
Další nedostatek loukoťového kola se projeví, pokud chceme kolo pohánět (nebo brzdit) přes náboj. Pak jsou paprsky namáhány také na ohyb, což je pro tuto konstrukci nevhodné a limitující.

## Galerie

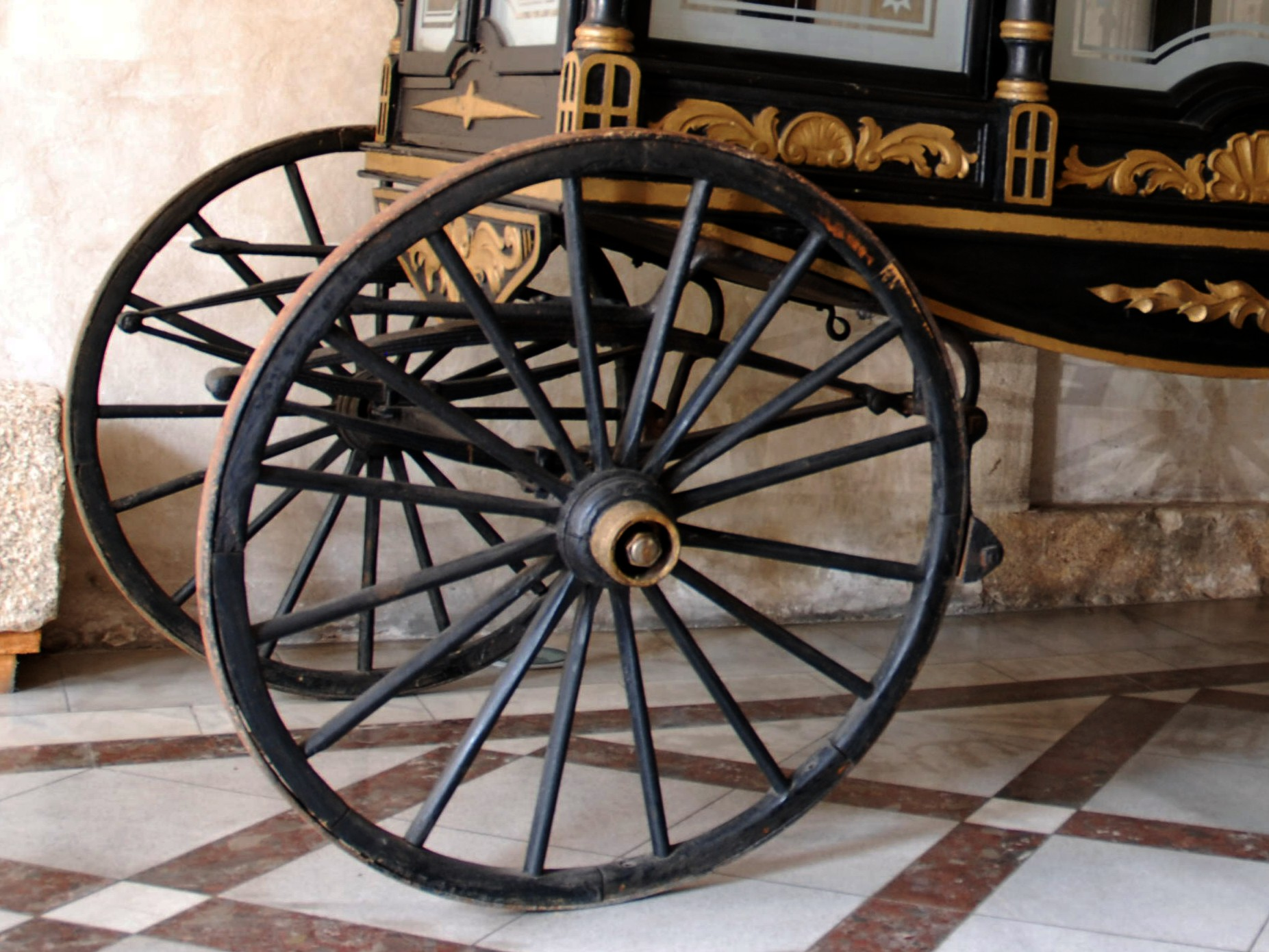
Loukoťové kolo na kočáru
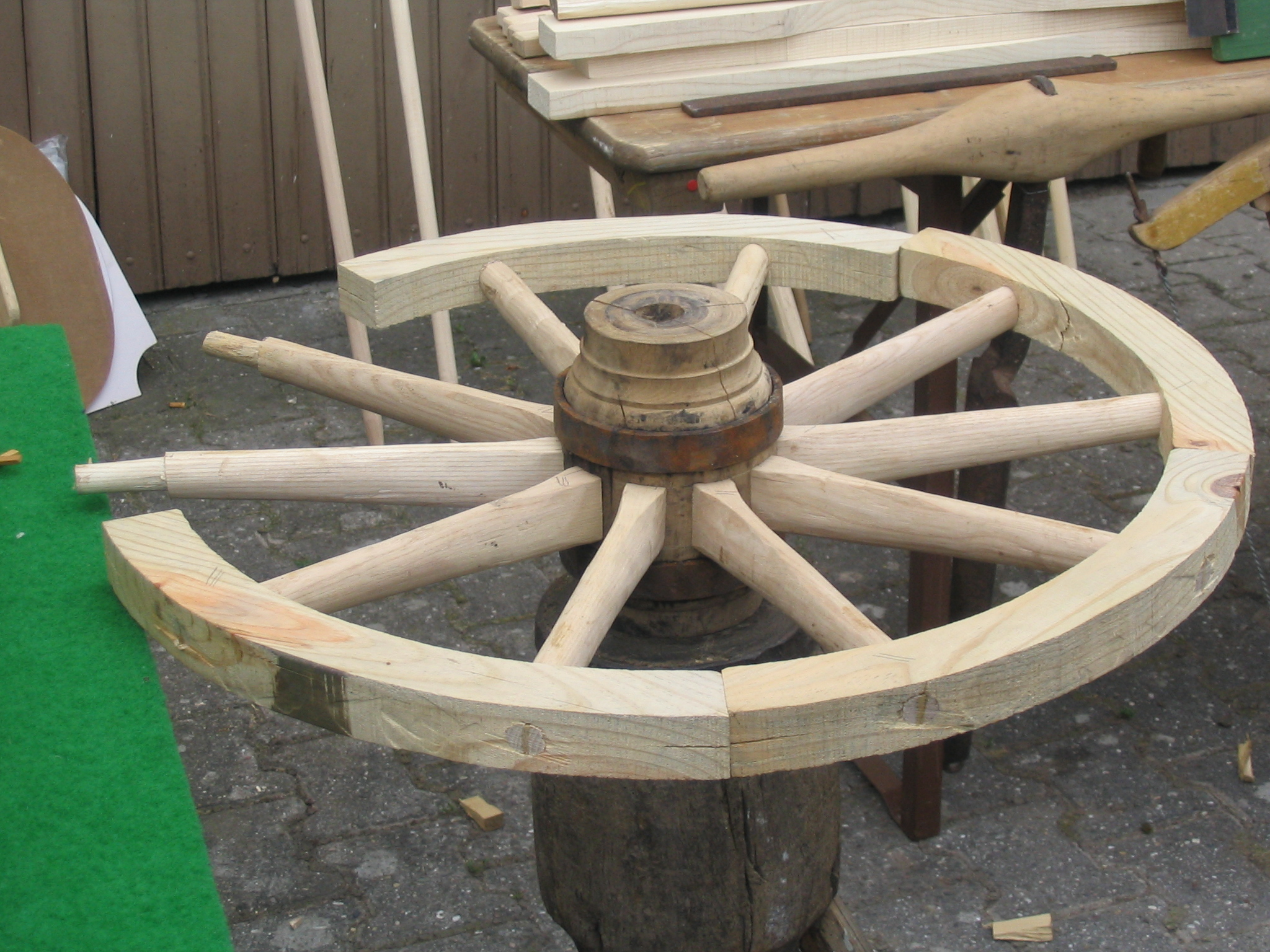
Loukoťové kolo během výroby s jasně zřetelnými segmenty
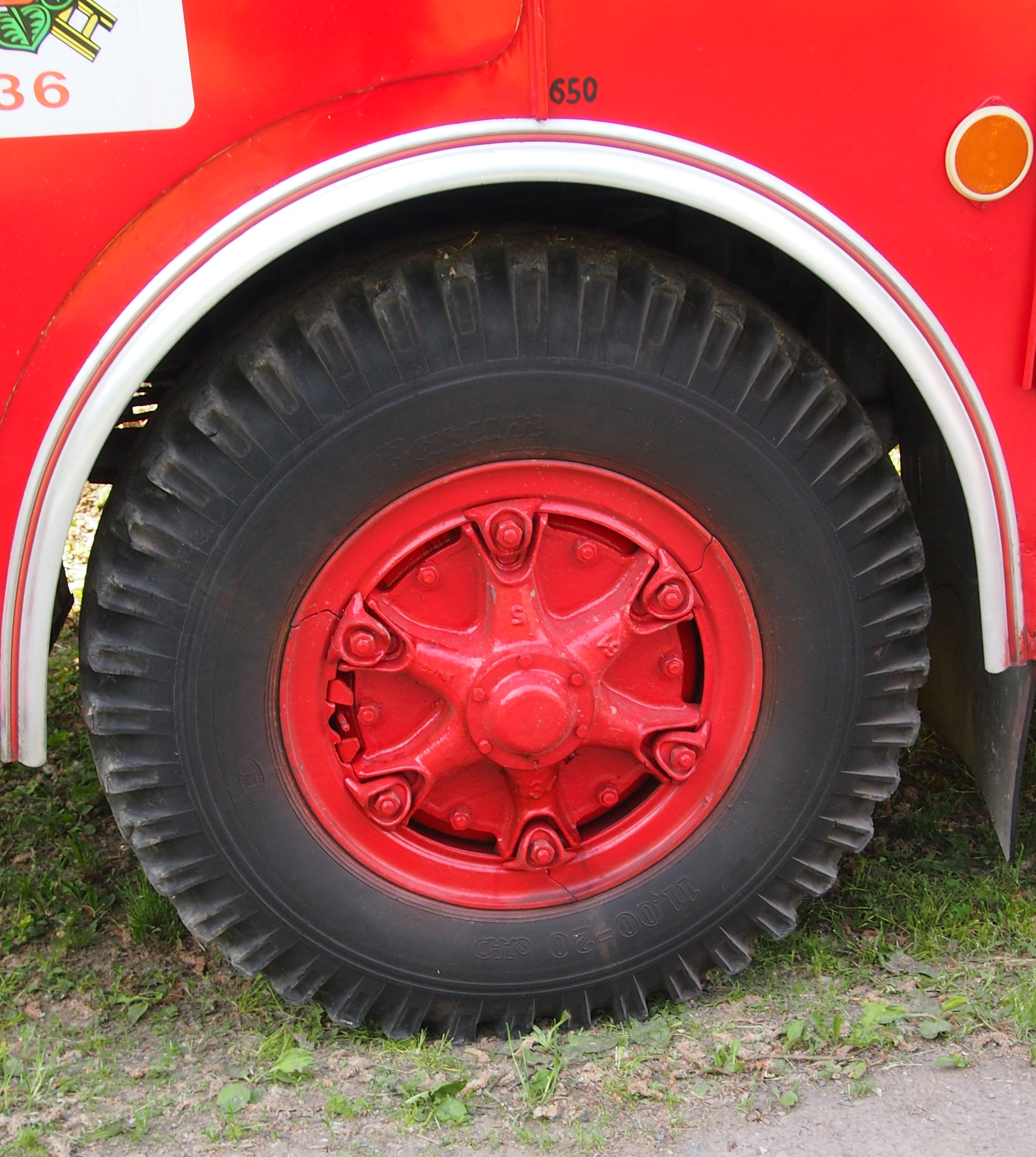
Triplexní kolo na hasičském automobilu Škoda 706 RTHP